# Finn Jeltsch
Finn Jeltsch (Neuendettelsau, 17 juli 2006) is een Duits voetballer die bij voorkeur als centrale verdediger  speelt. Hij tekende in 2025 voor VfB Stuttgart.

## Clubcarrière
Op 18 februari 2024 debuteerde Jeltsch voor FC Nürnberg in de 2. Bundesliga. In juni 2024 verlengde hij zijn contract. In februari 2025 trok hij naar VfB Stuttgart, dat 9,5 miljoen euro betaalde voor de centrumverdediger.